# لذیذماهی جهنده
لذیذماهی جهنده (نام علمی: Cybiosarda elegans) نام یک گونه از تبار لذیذماهی است.